# Ivan Parejo
Pour les articles homonymes, voir Parejo.
Ivan Parejo, né le 15 mars 1987 à Barcelone et mort le 28 novembre 2024,, est un gymnaste aérobic espagnol.

## Biographie
Ivan Parejo est né le 15 mars 1987 à Barcelone, en Espagne

## Palmarès

### Jeux mondiaux
- Jeux mondiaux de 2009, à Kaohsiung, (Taïwan)
  -  Médaille d'or en Solo

### Championnats du monde
- 2012 à Sofia, Bulgarie
  -  en Solo
- 2010 à Rodez, France
  -  en Solo
- 2008 à Ulm, Allemagne
  -  en Solo
- 2006 à Nanjing, Chine
  -  en Solo

### Championnats d'Europe
- 2005 à Coimbra, Hongrie
  -  en Solo